# Azərbaycan Kuboku 1998-1999
La Azərbaycan Kuboku 1998-1999 è stata la 8ª edizione della coppa nazionale azera, disputata tra il settembre 1998 (con gli incontri del primo turno) e il 28 maggio 1999 e conclusa con la vittoria del PFC Neftchi Baku, al suo terzo titolo.

## Formula
La competizione si svolse ad eliminazione diretta e parteciparono le squadre delle due divisioni.
Tutti i turni si giocarono con andata e ritorno ad eccezione della finale.

## Quarti di finale
| Squadra 1       | Totale | Squadra 2         | Andata | Ritorno |
| --------------- | ------ | ----------------- | ------ | ------- |
| Dinamo Baku     | 4 - 1  | Şəfa Baku         | 4 - 0  | 0 - 1   |
| FK Shamkir      | 3 - 2  | FK Kapaz Gandja   | 1 - 2  | 2 - 0   |
| Bakılı Baku     | ?      | PFC Neftchi Baku  | ?      | 0 - 4   |
| PFC Turan Tovuz | 4 - 3  | FK Vilash Masalli | 1 - 2  | 3 - 1   |

## Semifinali
| Squadra 1        | Totale | Squadra 2       | Andata | Ritorno |
| ---------------- | ------ | --------------- | ------ | ------- |
| Dinamo Baku      | 1 - 2  | FK Shamkir      | 0 - 1  | 1 - 1   |
| PFC Neftchi Baku | 3 - 1  | PFC Turan Tovuz | 0 - 1  | 3 - 0   |

## Finale
La finale venne disputata il 28 maggio 1999 a Baku. Il Neftchi Baku vinse 5-4 ai tiri di rigore dopo che l'incontro terminò 0-0.
| Baku 28 maggio 1999 | PFC Neftchi Baku | 5 – 4 | FK Shamkir | Tofiq Bəhramov adına Respublika Stadionu (8.000 spett.) |